# Doron Salomon
Doron Salomon (en hébreu דורון סלומון) est un chef d'orchestre israélien, à présent le directeur musical et le premier chef de la Sinfonietta Beer Sheba.
Doron Salomon naît dans une famille musicale. Son père, Juif berlinois, le premier corniste de Orchestre philharmonique d'Israël, qui s'était établi en Palestine mandataire au milieu des années 1930. Doron Salomon apprit dans son enfance jouer du piano, du cor, et de la guitare classique.  Après des études au lycée Telma Yellin à Givatayim, il servit dans un ensemble de musique et divertissement du commandement de centre de l'armée, ou il fit la connaissance de sa femme, la comédienne Nitza Shaul.
Ensuite, Salomon reprit en 1974 ses études au College de musique de Londres, avec une bourse de la part du Fonds culturel Amérique-Israël. Il y apprit l'art de diriger, la composition  et la guitare classique. Il prit part aux master classes de Franco Ferrara à Sienne  et de Leonard Bernstein à Jérusalem. 
Il gagna les prix Adrian Boult et Theodor Stier pour direction d'orchestre, aussi en 1979 le prix  de l'Orchestre Symphonique de Jérusalem et la Lyre d'or avec le prix Émile Vuillermoz au Concours des jeunes chefs d'orchestre de Besançon. Doron Salomon a dirigé tous les orchestres importants d'Israël, y compris l'Orchestre Philharmonique de Tel Aviv, et fut invité à diriger plusieurs orchestres symphoniques en France. En 1980 il remplace à la dernière minute Robert Craft au Festival de Berlin et par la suite de son succès, il fut invité dans beaucoup de pays dans le monde. Il dirigea l'Orchestre de Palermo, la Philharmonique royale de Stockholm, l'Orchestre symphonique de Göteborg, etc. Entre 1993-1998  il dirige l'Orchestre de chambre des Kibboutzim et en parallèle, entre 1993-1996 l'Orchestre Philharmonique de la Macédoine à Skopje. 
Doron Salomon assure la direction artistique du festival Musica sacra de Nazareth. Depuis mai 2005 il a remplacé Yaron Taub à la direction musicale de la Sinfonietta de Beer Sheva,